# Trabiju
Trabiju est une municipalité brésilienne de l'État de São Paulo et de la microrégion d'Araraquara.